# SNCAO CAO.200
Le SNCAO 200 (parfois désigné simplement CAO.200) était un avion militaire français, prototype de chasseur monoplace, monoplan et monomoteur, de la fin des années 1930. Il fut conçu ; comme le Morane-Saulnier MS.450 comme concurrent au Dewoitine D.520, mais c’est ce dernier qui fut retenu comme chasseur standard de l’armée de l'air française. Seul le prototype du CAO 200 fut construit, aucun avion de série ne le suivit.

## Conception
Le C.A.O. 200 répond, comme les M.S. 450 et D.520, aux conditions des derniers programmes d'avions de chasse ; en particulier, il atteint 550 km/ à 4500 m. Sa structure rappelle celle du Loire-Nieuport 161 ; encore est-elle plus simple. Construction intégrale en alliage léger, seules les gouvernes sont entoilées.
- Voilure ; Deux ailes trapézoïdales, montées en porte-à-faux à la base du fuselage. Structure monopoutre ; revêtement par panneaux de duralumin que raidissent des quadrillages intérieurs en profilés, rapportés sur la tôle par soudure électrique. Ailerons à fente, compensés aérodynamiquement et statiquement équilibrés. Hypersustentation par volets d'intrados. Train escamotable dans le bord d'attaque par commande oléo-pneumatique.
- Fuselage : Coque métallique de section elliptique. A l'avant, deux fortes cornières reçoivent le bâti-moteur élastique. Roue de queue orientable éclipsable en vol.
- Empennages : Plan fixe en port-à-faux, réglable en vol. Gouvernail de profondeur entoilé, compensé et équilibré. Gouvernail de direction métallique, permettant permettant le freinage aérodynamique en cours des piqués.
- Groupe-moteur : Le moteur Hispano-Suiza 12 Y 31 fournissant 860 cv à 2 400 tr/min à l'altitude d'utilisation entraîne une hélice tripale Hamilton Standard à régime constant. Un seul réservoir, situé dans l'aile et protégé. Les radiateurs d'eau et d'huile, constitués par des lames amovibles Nieuport, sont montés dans la voilure; des fentes d'ailes contrôlent l'admission d'air dans les blocs radiants et assurent une thermo-régulation automatique. La S.N.C.A. de l'Ouest utilise  les études commencées de longue date par Nieuport et poursuivies par Loire-Nieuport sur les radiateurs d'aile

Performances annoncées :
- Vitesse au sol, 446 km/h,
- à 2.000 m, 490 km/h,
- à 4.000 m, 550 km/h,
- à 6.000 m 540 km/h,
- à 8.000 m, 500 km/h,
- à 9.300 m, 367 km/h.

Montée à 4.000 m en 4 min 50 s,
- à 6.000 en 7 min 50 s,
- à 8.000 m en 13 min 45 s,
- à 9.300 m en 20 min 40 s.

Plafond théorique, 11.000 m.